# Андрій Коротченя
Андрій Коротченя (нар. 1 січня 1989) — колишній білоруський тенісист.
Найвищу одиночну позицію світового рейтингу — 576 місце досяг 25 травня 2009, парну — 560 місце — 26 травня 2008 року.

## Фінали на юніорських турнірах Великого шлему

### Парний розряд: 1 (1 перемога)
| Результат | Рік  | Турнір                               | Покриття | Партнер        | Суперники у фіналі             | Рахунок  |
| --------- | ---- | ------------------------------------ | -------- | -------------- | ------------------------------ | -------- |
| Перемога  | 2007 | Відкритий чемпіонат Франції з тенісу | Ґрунт    | Томас Фаббіано | Келлен Даміко Жонатан Ейссерік | 6–4, 6–0 |

## Фінали ATP Челленджер і ITF Ф'ючерс

### Одиночний розряд: 1 (0–1)
| Легенда              |
| -------------------- |
| ATP Челленджер (0–0) |
| ITF Ф'ючерс (0–1)    |

| Фінали за покриттям |
| ------------------- |
| Тверде (0–1)        |
| Ґрунт (0–0)         |
| Трава (0–0)         |
| Килим (0–0)         |

| Результат | В-П | Дата     | Турнір                | Рівень  | Покриття | Суперник      | Рахунок  |
| --------- | --- | -------- | --------------------- | ------- | -------- | ------------- | -------- |
| Поразка   | 0–1 | Лип 2008 | Туреччина F8, Стамбул | Ф'ючерс | Тверде   | Андрій Горбан | 5–7, 1–6 |

### Парний розряд: 4 (3–1)
| Легенда              |
| -------------------- |
| ATP Челленджер (0–0) |
| ITF Ф'ючерс (3–1)    |

| Фінали за покриттям |
| ------------------- |
| Тверде (2–1)        |
| Ґрунт (1–0)         |
| Трава (0–0)         |
| Килим (0–0)         |

| Результат | В-П | Дата     | Турнір                          | Рівень  | Покриття | Партнер           | Суперники                        | Рахунок               |
| --------- | --- | -------- | ------------------------------- | ------- | -------- | ----------------- | -------------------------------- | --------------------- |
| Перемога  | 1–0 | Лип 2007 | Італія F24, Модена              | Ф'ючерс | Ґрунт    | Томас Фаббіано    | Х-М Агасаркіссян Агустін Пікко   | 6–1, 6–1              |
| Перемога  | 2–0 | Лис 2007 | Велика Британія F22, Сандерленд | Ф'ючерс | Тверде   | Володимир Волчков | Ніл Бамфорд Мартін Педерсен      | 2–6, 6–2, [10–8]      |
| Поразка   | 2–1 | Лис 2008 | Малайзія F1, Куала-Лумпур       | Ф'ючерс | Тверде   | Сергій Бетов      | Крістофер Рунґкат Нейтан Томпсон | 3–6, 4–6              |
| Перемога  | 3–1 | Кві 2009 | Узбекистан F1, Андижан          | Ф'ючерс | Тверде   | Дмитро Жирмонт    | Іван Аніканов Мурад Іноятов      | 6–7(3–7), 6–4, [10–4] |